# Morgan County, Alabama
Morgan County är ett administrativt område i delstaten Alabama, USA, med 119 490 invånare. Den administrativa huvudorten (county seat) är Decatur. 

## Geografi
Enligt United States Census Bureau har countyt en total area på 1 552 km². 1 508 km² av den arean är land och 44 km² är vatten.

### Angränsande countyn
- Madison County - nordöst
- Marshall County - öst
- Cullman County - syd
- Lawrence County - väst
- Limestone County - nordväst